# Хаку (рестлер)
Тонга Улиули Фифита (англ. Tonga 'Uli'uli Fifita, род. 3 февраля 1959, Нукуалофа, Королевство Тонга (протекторат)) — тонганский рестлер, наиболее известный по выступлениям в World Wrestling Federation (WWF) и New Japan Pro-Wrestling (NJPW) под именем Хаку́ (англ. Haku). Он также известен по выступлениям в World Championship Wrestling (WCW), где он боролся под именем Менг (англ. Meng). В WWF он также выступал под именами Король Тонга и Король Хаку. Он является бывшим командным чемпионом мира WWF.

## Ранняя жизнь
Выросший на главном острове южной части Тихого океана — королевстве Тонга, Фифита посещал колледж Тонга, где играл в регби. В возрасте 15 лет он был в составе группы из шести подростков и юношей, отправленных королем Тонга в Японию для изучения сумо. Сионе Вайлахи, который позже стал более известен как рестлер Варвар, также был частью этой группы. После переезда в Японию в 1974 году он выступал под сиконой Фукуносима. Он дебютировал в ноябре 1974 года и достиг ранга макусита 27. Однако в 1975 году наставник, нанявший его, умер, и он и пять других тонганских борцов ввязались в спор с его преемником, в результате чего Японская ассоциация сумо вынудила его завершить карьеру в 1976 году.

## Личная жизнь
Фифита женат на Дороти Колоаматанги. У них есть дочь Вика, сын Тевита, который также является рестлером, и два приемных сына, Алипате и Таула. Фифита снялся в эпизодической роли в фильме Сильвестра Сталлоне «Адская кухня» 1978 года вместе со многими другими рестлерами.
Многие бывшие деятели реслинга описывали Хаку как самого жесткого или сильного легитимного бойца в реслинге, включая Стива Остина, Дорожного воина Зверя, Перри Сатурна, Варвара и Варлорда, Халка Хогана, Рокки Джонсона, Скалу, Рика Штайнера, Арна Андерсона, Голдберга, Биг Ван Вейдера, Фита Финли, Джина Окерланда, Рика Флэра.
3 марта 1989 года Хаку вступил в перепалку с несколькими мужчинами в баре аэропорта Балтимора, которые называли рестлинг «фальшивкой», и во время драки Хаку откусил нос одному из мужчин. Хаку заявил: «Да. Это было в аэропорту Балтимора… Я и Сива Афи пошли туда, а там в баре было много фейсов. Мы пошли и сели в другом углу, подальше от них. Когда они были готовы закрыться, мы выпили немного, и когда мы выходили, там сидели пять парней. Конечно же, выяснилось то же самое. Про „фальшивку“. „Эй, вы с теми парнями — рестлерами? Фильшивые рестлеры на телевидении?“. Понимате. Я сказал: „Да. Я покажу вам“. И я не задумываясь протянул руку — там было ещё четыре парня (смеется) — схватил его за лицо и откусил ему нос. Потом началась драка. Мы с Сивой вроде как навели там порядок и ушли. Я никогда этого не забуду».
В интервью Бобби Хинан много рассказывал о Хаку и называл его самым жестким человеком, которого он когда-либо встречал. Самая экстремальная история, которой он поделился, была связана с дракой в баре, в которой, по его словам, Хаку «взял два пальца на правой руке, указательный и безымянный, залез парню в рот и отломал ему нижние зубы». Хинан сказал, что если бы он сам не был там и не видел этого, то не поверил бы. Хинан также был близким другом Андре Гиганта и утверждал, что единственные два человека в мире, которых боялся Андре, — это Хаку и Харли Рейс. Хинан также хвалил Хаку как добросердечного семьянина.
Кевин Салливан рассказал шоу WWE Classics историю о том, как они с Хаку пошли в таверну, чтобы выпить несколько кружек пива перед тем, как отправиться в отель. По словам Салливана, было очевидно, что он и Хаку не местные жители, поэтому, когда они зашли в бар, парень, играющий в бильярд, оскорбил Хаку. «Следующее, что я помню, это то, что Хаку обвел этого парня взглядом, как Спок», — сказал Салливан. «Это было быстро и яростно. Затем он схватил другого парня, который пытался вмешаться, и ударил его до потери сознания». После этого все стало ещё более безумным. «Хаку прокусил рубашку парня, как волк, откусил кусок от спины парня, а затем выплюнул его на пол», — сказал он. "Я сказал: «Пора уходить». Салливан сказал, что когда они выезжали из бара, он видел, как полицейские машины заезжали на парковку, но власти не стали их преследовать, и никаких обвинений предъявлено не было.
Рестлер Шейн Дуглас сказал в интервью, что лучше сражаться с армией США, чем с Хаку. Он рассказал об инциденте, когда стал свидетелем того, как несколько полицейских пытались удержать Хаку, и один из них ударил Хаку дубинкой по лицу, в то время как другие выливали на него свои газовые баллончики, но Хаку это не останавливало.

## Титулы и достижения
- 50th State Big Time Wrestling
  - Чемпионат Гавайев в тяжёлом весе NWA (1 раз)[20][21]
- All Japan Pro Wrestling
  - Королевская битва в тяжелом весе в «Коракуэн холл» (1981)[22]
- Cauliflower Alley Club
  - Награда команде (2019) — с Варваром[23]
- Lutte Internationale
  - Канадский международный чемпион в тяжелом весе (1 раз)[24]
  - Канадский международный командный чемпион (1 раз) — с Ричардом Чарландом
- Impact Pro Wrestling
  - Командный чемпионат Новой Зеландии IPW (1 раз) — с Лайгером
- North Carolina Wrestling Association
  - Командный чемпион NCWA (1 раз) — с Варваром
- NWA Mid-America
  - Командный чемпион мира среди шести человек NWA (1 раз) — с Кеном Лукасом и Джорджем Гуласом[25][26]
- Pro Wrestling Illustrated
  - № 92 в топ 500 рестлеров в рейтинге PWI 500 в 1995[27]
  - № 330 в топ 500 рестлеров в рейтинге PWI Years в 2003[28]
- Super World of Sports
  - Командный чемпион SWS (2 раза) — с Ёсиаки Яцу[29]
- Tokyo Sports
  - Награда за старание (1980)
- World Championship Wrestling
  - Хардкорный чемпион WCW (1 раз)[30][31]
- World League Wrestling
  - Чемпион WLW в тяжёлом весе (3 раза)[32][33]
- World Wrestling Council
  - Североамериканский командный чемпион WWC (1 раз) — с Гран Аполо[34][35]
  - Чемпион Пуэрто-Рико в тяжелом весе WWC (2 раза)[36][37]
  - Командный чемпион мира WWC (1 раз) — с Геркулесом Айялой[38][39]
- World Wrestling Federation
  - Командный чемпион мира WWF (1 раз) — с Андре Гигантом[40][41]
  - Slammy Award (1 раз)
    - Стипендиальная премия Бобби «Мозга» Хинана (1987) с Андре Гигантом, Геркулесом, Кинг-Конгом Банди, Харли Рейсом и Тамой
- World Xtreme Wrestling
  - Хардкорный чемпион WXW (2 раза)
- Wrestling Observer Newsletter
  - Худший матч года (1996) матч Towers of Doom на WCW Uncensored (1996)[42]